# Campeonato Mundial de Curling Masculino de 1995
El XXXVII Campeonato Mundial de Curling Masculino se celebró en Brandon (Canadá) entre el 8 y el 16 de abril de 1995 bajo la organización de la Federación Mundial de Curling (WCF) y la Federación Canadiense de Curling.
Las competiciones se realizaron en el Keystone Centre de la ciudad canadiense.

## Tabla de posiciones
| Pos | Equipo         | G | P | G–P |
| --- | -------------- | - | - | --- |
| 1   | Canadá         | 9 | 0 | –   |
| 2   | Alemania       | 6 | 3 | 1–0 |
| 3   | Escocia        | 6 | 3 | 0–1 |
| 4   | Estados Unidos | 4 | 5 | –   |
| 5   | Noruega        | 4 | 5 | –   |
| 6   | Suiza          | 4 | 5 | –   |
| 7   | Suecia         | 4 | 5 | –   |
| 8   | Australia      | 3 | 6 | –   |
| 9   | Inglaterra     | 3 | 6 | –   |
| 10  | Gales          | 2 | 7 | –   |

## Cuadro final
|  | Semifinales    | Semifinales |   |                | Final        | Final |  |
|  |                |             |   |                |              |       |  |
|  |                |             |   |                |              |       |  |
|  | Canadá         | 10          |   |                |              |       |  |
|  | Estados Unidos | 7           |   |                |              |       |  |
|  |                |             |   |                |              |       |  |
|  |                |             |   |                |              |       |  |
|  |                |             |   |                | Canadá       | 4     |  |
|  |                | Escocia     | 2 |                |              |       |  |
|  |                |             |   |                |              |       |  |
|  |                |             |   |                |              |       |  |
|  |                |             |   |                | Tercer lugar |       |  |
|  |                |             |   |                |              |       |  |
|  | Alemania       | 4           |   | Estados Unidos | 5            |       |  |
|  | Escocia        | 6           |   |                | Alemania     | 6     |  |